# Astragalus helmii
Astragalus helmii är en ärtväxtart som beskrevs av Dc. Astragalus helmii ingår i släktet vedlar, och familjen ärtväxter. Inga underarter finns listade i Catalogue of Life.